# Kempen & Co
Kempen & Co è una banca d'affari olandese che fornisce financial services in asset management, securities brokerage, e finanza aziendale. Tra i clienti vi sono investitori istituzionali, aziende, istituzioni finanziarie, istituzioni semi pubbliche, fondazioni, e individui ad alto reddito. È diventata parte della investment bank Van Lanschot olandese dal 2007.

## Origini
Kempen & Co fu fondata nel 1903 ad Amsterdam da Arines Johannes Kempen con il suo socio Martinus Dirk de Lange, che occupò il ruolo di stockbroker. Il commodities exchange Beurs van Berlage era stato aperto solo un mese prima, e fu tale exchange ad essere utilizzato dalla Kempen & Co come sua piattaforma di trading. La società iniziò a specializzarsi nel trading di compagnie quotate operanti nelle Dutch East Indies.
Nel 1952 Piet Harms, dipendente di Kempen dal 1936, fu promosso come co-head dell'azienda.  Dopo la morte di De Lange jr nel 1968, Harms continuò come unico head e fu responsabile di un periodo di forte crescita. I clienti a quel tempo erano soprattutto investitori privati.
Nel 1972 la banca fu venduta alla British bank Slater Walker e divenne la divisione internazionale della British bank.  In seguito ai problemi della Slater Walker due anni più tardi, la banca fu venduta alla belga Peterbroeck, Van Campenhout & Cie (Petercam N.V.). La banca continuò a crescere e ottenne una IPO nel 1983. La banca aveva già allora acquisito un'ottima reputazione nell'investment banking, e nel 1993 Joop Krant divenne managing director. Guidò la banca nella sua espansione europea concentrandosi sulla ricerca e sulle attività nella finanza aziendale.

### Dexia leadership
Nel 2001 la società fu comprata dalla banca belga Dexia e delistata dallo exchange.  L'obiettivo di Dexia consisteva nell'utilizzare Kempen & Co come base per sviluppare una forte presenza nelle assicurazioni e nei capital markets in Europa. Venne fusa con Bank Labouchere che Dexia aveva precedentemente acquisito. Ciò procurò alla nuova banca 1,250 impiegati.  Comunque, date le differenze culturali tra le due banche e il Labourcher share-affair, la fusione fu velocemente annullata e dal 2003 Kempen & Co tornò a operare indipendentemente da Dexia Group. Un anno dopo Kempen & Co divenne nuovamente una società a sé stante in seguito a un management buyout della compagnia con il supporto de HAL Investments, Friesland Bank e NPM Capital.

### Acquisizione della Van Lanschot
Nel 2007 la investment bank olandese Van Lanschot comprò la società per €300 milioni, decretando la fine dell'indipendenza della Kempen & Co.. HAL investments, come grosso azionista della Van Lanschot, aiutò a finalizzare l'accordo che gli procurò circa €46 milioni. Van Lanschot continuò ad utilizzare il nome Kempen & Co ma integrò le business lines di securities e asset management nel suo business model.
Kempen & Co è una controllata di F. Van Lanschot Bankiers N.V. (Van Lanschot). Come banche, Van Lanschot and Kempen & Co sono soggette alla supervisione della De Nederlandsche Bank and sono autorizzate ad operare dall'Article 2.11 of the Dutch Financial Supervision Act (Wft). Van Lanschot and Kempen & Co sono anche registrate come istituzioni finanziari presso l'Netherlands Authority for the Financial Markets (AFM) ad Amsterdam.